# Doukala-Abda

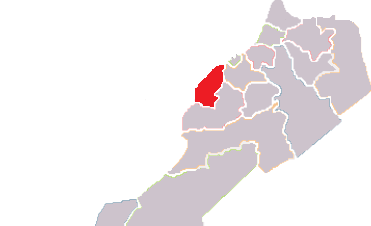
Läge i Marocko.

Doukala-Abda (ibland stavat Doukkala-Abda) var 1997–2015 en av Marockos regioner. Den hade 1 984 039 invånare (2 september 2004) på en yta av 13 285 km². Regionens administrativa huvudort var Safi.

## Administrativ indelning
Regionen var indelad i två provinser:
- El-Jadida, Safi

## Större städer
Invånarantal enligt folkräkning (2 september 2004)
- Safi (284 750)
- El-Jadida (144 440)
- Youssoufia (64 518)
- Sidi Bennour (39 593)
- Azemmour (36 722)